# 虔诚，统一，戒律

巴基斯坦的国徽，下方以乌尔都语书写着这一格言

“虔诚，统一，戒律”，又译为“有纪律，就有团结”，是巴基斯坦的国家格言，被视为巴基斯坦的指导原则。巴基斯坦独立后，该国国父、首任巴基斯坦总督穆罕默德·阿里·真纳提出这条格言。这条格言还以乌尔都语书写在该国的国徽底部。

## 历史
这句格言由巴基斯坦的国父、首任总统穆罕默德·阿里·真纳提出。真纳通过这一格言，向他那个时代的年轻人灌输了一种信息。他通过这一格言及其围绕这一格言发表的讲话，教导巴基斯坦的青年关于建设国家、团结一致的重要性。他注重强调教育和纪律，并认为年轻人是一个国家的重要财富。
巴基斯坦建国四个月后，1947年12月28日，真纳说：
我们正经历烈火，太阳还没有出来。但我毫不怀疑，只要虔诚，统一和戒律，我们就能与世界上任何一个国家相匹敌。你们准备好经受烈火的考验了吗？你们现在必须下定决心。我们必须摒弃个人主义和狭隘的嫉妒，下决心以诚实守信的态度为人民服务。我们正在经历一个充满恐惧、危险和威胁的时期。我们必须有虔诚，统一和戒律。
而在1948年9月11日，真纳发表了他最后的讲话：
我们国家的基础已经奠定，现在是你们尽快、尽可能地建设国家的时候了。巴基斯坦为她的青年感到自豪，尤其是学生，他们是明天国家的建设者。他们必须通过纪律、教育和训练来充分装备自己，以应付摆在他们面前的艰巨任务。有了虔诚，统一，戒律和对责任的无私奉献，就没有你做不到的有价值的事情。
1954年，巴基斯坦中央政府批准了关于该国国徽的法案，这一著名格言以乌尔都语被书写在国徽上。此后，这一格言被视为巴基斯坦的指导原则。

## 中文翻译
- “虔诚，统一，戒律”是巴基斯坦驻中国大使馆的官方网站上显示的官方翻译[5]。
- 2005年，媒体报道克什米尔大地震时，曾将“信仰，团结，纪律”作为该格言的中文翻译[6]。
- 国务院发展研究中心主管的《中国发展研究》杂志采访巴基斯坦驻华大使马苏德·哈立德时，将这一格言翻译为“有纪律，就有团结”[7]。

## 參见
- 巴基斯坦国徽
- 巴基斯坦国家象征